# Jens Marni Hansen
Jens Marni Hansen (født 18. december 1974 på Færøerne) er en færøsk rocksanger, sangskriver og musiker. 
Jens Marni Hansen har været aktiv i det færøske musikliv siden han var helt ung, han har været medlem af flere forskellige bands, bl.a. Kjølar, All That Rain, Showmenn og senest Faktor 4. De seneste år har Jens Marni Hansen dog levet af at være musiker og har mest optrådt under under eget navn. Jens Marni Hansen har været med på udgivelser sammen med andre solister og bands, men i 2008 udgav han sit første solo album "The Right Way". Senere samme år blev Jens Marni Hansen kåret til "Bedste færøske mandlige sanger 2008" og fik den færøske musikpris "Planet Awards", hans album fik også en pris for at være "Årets CD udgivelse". I februar 2010 blev Jens Marni også et kendt navn i Danmark, da han deltog i Dansk Melodi Grand Prix. 
I december 2010 blev Jens Marni Hansen kåret som årets sanger ved Planet Awards. I januar 2011 blev sangen "Maby tomorrow" fra hans CD "The Right Way" brugt som titel musik ved Danmarks første talkshow på webtv; Ekstrabladets Huxi & Karens 

## Dansk Melodi Grand Prix
Jens Marni Hansen deltog i 2010 i Dansk Melodi Grand Prix med sangen "Gloria", som er skrevet og komponeret af Svend Gudiksen, Johannes Jørgensen og Noam Halby. Sangen gik ikke videre fra den indledende runde.

## All That Rain
- Det færøske band All That Rain startede i december 1999. Det var Jens Marni Hansen, Jens Tummas Næss, Henning Nicodemussen, som startede det. Alle tre var førhen medlemmer af et andet dengang kendt færøsk band, Kjølar.
- I januar 2001 vandt All That Rain første runde af den færøske musikkonkurrence Prix Føroyar 2001 i Klaksvík Idrætshal.
- I april 2001 blev All That Rain nr. 2 til Prix Føroyar 2001 finalen i Nordens Hus i Tórshavn. Vinderen blev Clickhaze fra bygden Gøta med Eivør som forsanger.
- I juni 2001 udgav All That Rain deres første album "The Naked Truth". Samme dag udkom en anden udgave, hvor All that Rain også var med i, det var "Prix Føroyar 2001", med melodien Happy When You're gone, som var optaget "live" til Prix Føroyar 2001 finalen.
- I august 2001 forlod Jens Marni Hansen All That Rain, og bandet spillede sammen for sidste gang med Jens Marni som forsanger i Klaksvík Idrætshal.
- I september 2001 fik bandet All That Rain en afløser for Jens Marni, da Hans Ravnsfjall blev nyt medlem.
- I januar 2003 fik All That Rain en ny forsanger, da Pól Arni Holm, forhenværende forsanger i Viking Metal bandet Týr, blev medlem af bandet. Pól Arni Holm var medlem af All That Rain indtil maj 2004.

## Diskografi

### Egne udgaver
- Anywhere you wanna go, 2013[3]
- Jens Marni, The Right Way, 2008

### Er med i
- Lort í býin, Strok, 2007
- All That Rain, "The Naked Truth", 2001
- Prix Føroyar, 2001